# Confederação da América do Norte, Central e Caribe de Voleibol
A Confederação da América do Norte, Central e Caribe de Voleibol (em inglês: North, Central America and Caribbean Volleyball Confederation - NORCECA) é a entidade que governa o voleibol na América do Norte, América Central e no Caribe. Sua sede localiza-se em Santo Domingo, na República Dominicana.

## Campeonatos

### Campeonatos NORCECA
A NORCECA a cada dois anos organiza campeonatos para várias categorias, entre elas: adultos (masculino e feminino), sub-21 e sub-19 (masculino) e sub-20 e sub-18 (feminino). Os campeonatos das categorias de base: sub-21,sub-20,sub-19 e sub-18 garantem ao campeão e ao vice-campeão vagas nos mundias das mesmas categorias. Os campeonatos adultos, dependendo do ano, podem garantir ao campeão uma vaga na Copa dos Campeões de Voleibol ou aos finalistas duas vagas na Copa do Mundo de Voleibol.

#### Quadro Geral Histórico
| Ordem | País                  | Medalha de ouro | Medalha de prata | Medalha de bronze | Total |
| ----- | --------------------- | --------------- | ---------------- | ----------------- | ----- |
| 1     | Cuba                  | 41              | 15               | 12                | 68    |
| 2     | Estados Unidos        | 37              | 36               | 14                | 87    |
| 3     | República Dominicana  | 7               | 14               | 8                 | 29    |
| 4     | Porto Rico            | 4               | 8                | 14                | 26    |
| 5     | Canadá                | 3               | 13               | 29                | 45    |
| 6     | México                | 3               | 9                | 17                | 29    |
| 7     | Antilhas Neerlandesas | 0               | 0                | 1                 | 1     |

### Copas Pan-Americana
Além dos campeonatos organizados para a confederação da NORCECA, a mesma em parceria com a Confederação Sul-Americana de Voleibol, organiza a cada ano competições a fim de promover a chamada União Pan-Americana. 
O intuito principal é desenvolver o voleibol em todo o continente, e incentivar os países que possuem dificuldade em investir nas suas seleções. As Copas Pan-Americana são realizadas anualmente para as categorias adultas e a cada dois anos para as categoris de base. São de grande importância para as seleções que desejam se desenvolver visando o longo prazo.

#### Quadro Geral Histórico
| Ordem | País                 | Medalha de ouro | Medalha de prata | Medalha de bronze | Total |
| ----- | -------------------- | --------------- | ---------------- | ----------------- | ----- |
| 1     | Estados Unidos       | 17              | 5                | 6                 | 28    |
| 2     | Cuba                 | 13              | 4                | 11                | 28    |
| 3     | Brasil               | 11              | 6                | 1                 | 18    |
| 4     | República Dominicana | 10              | 15               | 13                | 38    |
| 5     | Argentina            | 5               | 10               | 6                 | 21    |
| 6     | México               | 3               | 7                | 3                 | 13    |
| 7     | Peru                 | 2               | 2                | 1                 | 5     |
| 8     | Colômbia             | 1               | 2                | 2                 | 5     |
| 9     | Venezuela            | 1               | 0                | 1                 | 2     |
| 10    | Porto Rico           | 0               | 6                | 7                 | 13    |
| 11    | Canadá               | 0               | 5                | 8                 | 13    |
| 12    | Chile                | 0               | 1                | 3                 | 4     |
| 13    | Guatemala            | 0               | 0                | 1                 | 1     |